# Minimal techno
Minimal of minimal techno is een housegenre, dat wel beschouwd wordt als minimalistisch subgenre van techno.

## Subgenre/crossgenre
Minimal wordt doorgaans beschouwd als een subgenre van techno en wordt voornamelijk gekarakteriseerd door lage basmelodieën, subtiele veranderingen, glitchgeluiden, en complexe 4/4 beats (meestal rond de 120-135 bpm). Een andere belangrijke eigenschap is de gelijkwaardigheid van de gebruikte samples: geen enkel component is dominant en alle geluidsfragmenten zijn onmisbaar voor de algehele groove.  Doorgaans wordt minimal geassocieerd met techno, maar het leunt evenzeer aan bij house (tech house, deep house), electro, acid, breakbeat, trip hop, IDM en industrial.

## Het begin
De pioniers van de (Detroit) techno eind jaren 80 waren de dj's Derrick May, Robert Hood, Juan Atkins, Jeff Mills, Kevin Saunderson, en Richie Hawtin aka Plastikman. Ze werden al gauw wereldberoemd en verspreidden hun Detroit techno met raves en warehouseparties. Hun producties bereikten zowat alle grootstedelijke discotheken van Mexico-Stad tot in Tokio. In Europa werd de Detroit techno met name populair door dj's als, Marco Carola (Italië) en Sven Väth (Duitsland). 
Richie Hawtin was in vergelijking met andere Detroit-dj's experimenteler. Hij probeerde de elektronische muziek een nieuwe, 'minimalistische' sound te geven. Een collega-dj, John Acquaviva, had zowat hetzelfde idee in z'n hoofd. Samen richtten ze in 1992 het label Plus 8 op. In 1993 kwam op Plus 8 het eerste minimal hitje Spastik uit, wat Plastikman (Richie Hawtins alias) een eerste golf van roem gaf. Spastik is overigens een nummer dat tot op de dag van vandaag in vele techno- en minimalsets een plaatsje krijgt. In 1994 volgde Plastique, eveneens van Plastikman, Spastik op. In eerste instantie keken de technoliefhebbers er vreemd tegenaan, maar na verloop van tijd werd het beter aanvaard en werd Plastique een hit. Het constant vervormend poppetje in de clip werd met het nieuwe genre geassocieerd en werd verder door Plastikman als handelsmerk gebruikt.
Van de minimal zoals die vandaag beter gekend is, was pas sprake in Berlijn. Berlijn is intussen ook zowat het epicentrum van elektronische muziek in het algemeen - en van minimal in het bijzonder. Veel van de vernieuwende tendensen zijn te herleiden tot  de Duitse hoofdstad. Van her en der komen dj's zich dan ook in Berlijn huisvesten - zoals Richie Hawtin, en zijn vrienden Magda en Ricardo Villalobos. Het bekendste voorbeeld van de sterke groei in populariteit is bij de Olympische Winterspelen 2006, waar Richie Hawtin de eer had de spelen te openen.

## Microhouse, minimal techno, dubtechno en experimentele techno
Naast minimal bestaan verscheidene genres die er vele karakteristieken mee delen:
- Microhouse: hier ligt meer nadruk op kleine samples van vocalen en akoestische instrumenten.

Enkele invloedrijke producenten: Akufen, Baby Ford, Pantytec, Ricardo Villalobos, Wishmountain, Matthew Dear (alias Audion), Alle Farben, Cabanne, LoSoul, Booka Shade, Minilogue, Extrawelt, Sascha Funke en Gabriel Ananda. 
- Minimal techno: minimal techno, als een genre naast minimal, heeft meer gemeen met de monotone en repetitieve Detroit techno.

Secret Cinema (vroeger techno), Adam Beyer (idem), Joel Mull (idem), Joris Voorn, Raudive (aka Oliver Ho), Robert Babicz, Jacek Sienkiewicz, Dave Ellesmere en Rino Cerrone, Joe Maker, Andrea Frisina, Louie Cut, Avrosse, Sisko Electrofanatik, Andrea Roma, Boris Brejcha.
- Dub techno: techno-dub of dubtechno is een mengeling van dub (een subgenre van reggae) en techno. Hier wordt meer aandacht besteed aan geluidstextuur - de verschillende lagen in het geluid smelten als het ware samen.

Maurizio, Porter Ricks, Tikiman, Thomas Fehlmann, Deadbeat, Stephen Beaupré
- Experimentele techno: experimentele techno is de ruimste categorie van al deze en combineert dance met electro.

Christian Vogel, Neil Landstrumm, Si Begg, 2 Dollar Egg, Bruno Pronsato, hrdvsion, Remute, Metope en Dave Tarrida.
(NB: Deze classificatie is arbitrair; ze is gemáákt, en ze is op deze manier gemaakt omdat dit het uitgestrekte domein van de dance en elektronica overzichtelijker maakt, niet omdat artiesten zichzelf als een vertegenwoordiger van het een of ander genre profileren.)

## Enkele vooraanstaande labels
- M_nus - Duits (Berlijn)
- Plus 8 - Canada (Ontario)
- Kompakt (Ltd.) - Duits (Berlijn)
- Traum schallplatten  (Id.) Duits (Koln)
- Trapez (Ltd.) (Id.) Duits (Koln)
- Pokerflat - Duits (Hamburg)
- Border Community - Brits
- Get Physical - Duits (Berlin)
- Playhouse - Duits (Frankfurt)
- Cocoon Recordings - Duits (Frankfurt)
- wordandsound - Duits
- Areal - Duits
- Perlon - Duits
- Musik Krause  - Duits

## Enkele minimal-dj's en -artiesten
Enkele minimal-dj's en -artiesten met een lemma op Wikipedia zijn:
- Richie Hawtin aka Plastikman
- Ricardo Villalobos
- Paul Kalkbrenner
- Move D.
- Roman Flügel
- Thomas Fehlmann